# Kazushige Kuboki
Kazushige Kuboki (en japonès: 窪木 一茂, 6 de juny de 1989) és un ciclista japonès, professional des del 2012 i actualment a l'equip Nippo-Vini Fantini. En el seu palmarès destaca el Campionat nacional en ruta de 2015. També competeix en ciclisme en pista.

## Palmarès en ruta
- 2007
  - Vencedor d'una etapa al Tour de l'Abitibi
- 2015
  -  Campió del Japó en ruta
- 2019
  - Vencedor d'una etapa al Volta al Japó
- 2022
  - Vencedor d'una etapa al Tour de Kumano
- 2023
  - Vencedor d'una etapa al Volta al Japó

## Palmarès en pista
- 2012
  -  Campió del Japó en puntuació
- 2014
  -  Campió del Japó en òmnium